# FGM-77 Dragon

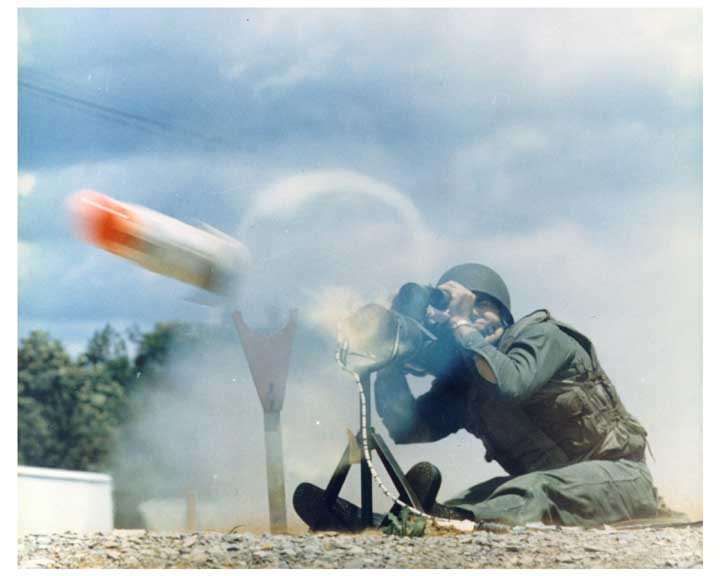
Soldato statunitense mentre utilizza l'M47 Dragon.

L'M47 Dragon (designazione durante lo sviluppo: FGM-77) è un missile anticarro statunitense lanciabile da spalla. Negli Stati Uniti è stato radiato dal servizio nel 2001 e sostituito con il più recente FGM-148 Javelin.

## Descrizione
Il Dragon utilizzava un sistema di guida via cavo insieme con una testata HEAT ed era in grado di distruggere veicoli corazzati, bunker, carri da combattimento e altri bersagli corazzati. Nonostante fosse stato creato principalmente per contrastare i T-54/55, i T-62 e i T-72 dell'Unione Sovietica, fu utilizzato in combattimento solamente in conflitti recenti, come la guerra del Golfo. Le forze armate degli Stati Uniti ritirarono ufficialmente il Dragon nei tardi anni novanta, nonostante un gran numero di queste armi rimanga ancora negli arsenali.
Utilizzato dall'esercito americano, dai marine e da altre forze armate straniere, il suo design fu schierato per la prima volta nel gennaio 1975 e dato in dotazione ai soldati americani di stanza in Europa.

## Varianti

### Dragon II
Versione sviluppata e aggiornata dal Dragon nel 1985, quando la sua efficacia di penetrazione delle corazze fu aumentata.

### Super-Dragon
Aggiornamento del Dragon II nel 1990; era in grado di penetrare corazze di 450 mm ad una distanza massima di 1500 m.

### Saeghe
Versione costruita dall'Iran tramite ingegneria inversa. Mostrata per la prima volta nel 2002 alla Defendory exhibition ad Atene, è prodotta in massa per l'esercito iraniano. Si dice che Hezbollah è stata in grado di acquisirne alcuni esemplari, per utilizzarli con ruolo anticarro.

## Componenti
Il sistema di lancio del Dragon consiste in un tubo in fibra di vetro, un generatore di gas, un puntatore, un bipiede, una batteria, imbracatura, due assorbitori anti-shock posti davanti e dietro al tubo. Per poter lanciare il missile è necessario attaccare un organo mira notturna-diurna non integrato nell'arma. Mentre il lanciatore era usa e getta, il congegno di mira poteva essere rimosso e riutilizzato.

## Paesi utilizzatori
- Iran
- Iraq: M47 Dragon presi a soldati iraniani catturati.[4]
- Messico
- Paesi Bassi: rimpiazzato dallo Spike nell'agosto del 2001.[5]
- Spagna: radiato dal servizio, rimpiazzato dallo Spike.[5]
- Stati Uniti: rimpiazzato dall'FGM-148 Javelin.
- Svizzera
- Thailandia

## Il Dragon nella cultura di massa
- In ambito videoludico, il Dragon compare in Metal Gear.